# Krk - od Crikvenog rta do rta Sv. Nikole
Krk - od Crikvenog rta do rta Sv. Nikole este o arie protejată (sit de importanță comunitară — SCI) din Croația întinsă pe o suprafață de 100,97 ha, integral marine.

## Localizare
Centrul sitului Krk - od Crikvenog rta do rta Sv. Nikole este situat la coordonatele 44°56′11″N 14°43′50″E / 44.936436°N 14.730518°E.

## Înființare
Situl Krk - od Crikvenog rta do rta Sv. Nikole a fost declarat sit de importanță comunitară în iulie 2013 pentru a proteja un număr necunoscut de specii din flora spontană și fauna sălbatică aflate în arealul zonei.

## Biodiversitate
Situată în ecoregiunea marină mediteraneană, aria protejată conține 3 habitate naturale: Straturi cu Posidonia (Posidonion oceanicae), Terase mlăștinoase și terase nisipoase neacoperite de apă la reflux, Recifuri.
La baza desemnării sitului se află un număr nedeclarat de specii protejate.